# Måns Smed
Måns Smed, död efter år 1542, var en kunglig fogde, som under 1540-talet var Gustav Vasas fogde på Gripsholms slott.
Han var år 1542 ansvarig för att befästa slottet och göra det beboeligt. Under det småländska upproret, Dackefejden, samma år fick han ordern att skydda Gustav Vasas barn, som bodde på Gammelgården vid Gripsholm. Kungen uppmanade Måns Smed att vid behov låta barnen flytta in i slottet, som då ännu inte var färdigbyggt.